# تاک یاس در حیاط
تاک یاس در حیاط 
(به تلوگویی: Seethamma Vakitlo Sirimalle Chettu) و (به انگلیسی: The jasmine vine in Seethamma's courtyard) فیلمی محصول سال ۲۰۱۳ و به کارگردانی سریکانات آدالا است. در این فیلم بازیگرانی همچون داگوباتی ونکاتش، ماهش بابو، آنجلی، سامانتا روت پرابو، پراکاش راج، کوتا سرینیواسا راو، روهینی هاتانگادی، تجاسوی مادیوادا و ساتیادف ایفای نقش کرده‌اند.